# Okamejei hollandi
Okamejei hollandi és una espècie de peix de la família dels raids i de l'ordre dels raïformes.

## Morfologia
- Els mascles poden assolir 42 cm de longitud total.[5][6]

## Reproducció
És ovípar i les femelles ponen càpsules d'ous, les quals presenten com unes banyes a la closca.

## Alimentació
Menja invertebrats i peixos.

## Hàbitat
És un peix marí, de clima tropical i demersal que viu entre 67–87 m de fondària.

## Distribució geogràfica
Es troba a l'oceà Pacífic occidental: el sud del Japó, el mar de la Xina Oriental, Taiwan i el Mar de la Xina Meridional.